# Universitat d'Umeå
La Universitat d'Umeå (Suec Umeå universitet; Sami d'Ume: Ubmeje universitiähta) és una universitat a la ciutat d'Umeå, al nord de Suècia. La universitat va ser fundada l'any 1965 i és la cinquena més antiga de Suècia (tenint en compte les fronteres actuals).
L'any 2015 la universitat tenia uns 31.000 estudiants matriculats (aproximadament 16.000 estudiants a temps complet), inclosos els estudiants de doctorat i altres postgraduats. Tenia més de 4.000 empleats, la meitat dels quals professors i investigadors. Hi havia 368 catedràtics. En el rànquing d'universitats apareix en les posicions 200-300 a nivell mundial i la 5ena de Suècia.
La universitat acull la Biblioteca de la Universitat d'Umeå, que és una de les set biblioteques de Suècia que rep, per llei, còpies dels llibres editats al país.